# Musique sierreña mexicaine
Genres associés
Musique régionale mexicaine, Musique norteña

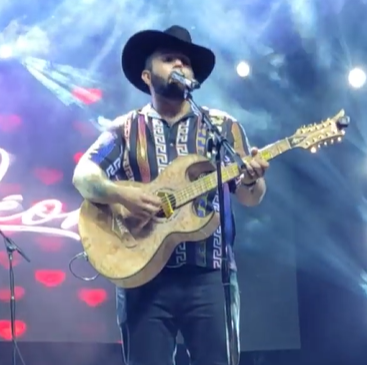
Carín León.

La musique sierreña mexicaine, le plus souvent appelée « Sierreño », est un genre musical du Nord du Mexique qui est un sous-genre de la musique norteña. La définition du genre est longtemps restée vague, et il est souvent confondu dans la presse ou dans les discours des musiciens avec la « musique campirana » (ou Campirano).
Le terme musique sierreña désigne, en gros, une variante de la musique norteña qui base les lignes mélodiques de ses compositions et de ses reprises autour de l'accordéon et de la guitare,. Le répertoire des groupes de sierreño est souvent moins attaché à la tradition que celui des groupes de norteño, il comporte des rancheras et des corridos, mais aussi des adaptations de ballades pop et de presque tous les genres de musique urbaines ou latino-américaines.

## Généralités
Le genre est réputé avoir son origine plutôt dans les états du nord-oest du Mexique (Sinaloa, Sonora, Chihuahua et Durango). Mais cette origine régionale est sans grand intérêt[non neutre] : la musique régionale de Coahuila comporte d'autres aspects, et un certain nombre de groupes de Sierreño sont basés, pour des raisons économiques[Selon qui ?], en Californie.
L'existence du genre a été hypothéquée par la popularité des genres voisins Sierreño-Banda et Norteño-Banda qui utilisent le tuba à la place de la basse électrique, et que l'on peine à définir comme une évolution du genre Sierreño car la formule du principal représentant du Sierreño-Banda, Calibre 50, a précédé la popularité des groupes dont la formule est de type Sierreño. Sous l'influence des impresarios et des maisons de disques, de nombreux groupes pratiquent aujourd'hui les deux formules. Les difficultés induites par l'épidémie de Covid-19, ont eu tendance à revaloriser la musique dont la rythmique est basée sur la basse et la guitare parce que leur son est plus facile à enregistrer dans des espaces restreints que celui du tuba qui est plus performant en plein air ou dans une salle de concert.
Les promoteurs de concert et les maisons de disques tendent à privilégier, dans la durée, les artistes et les groupes qui sont capable d'interpréter un même répertoire dans presque tous les genres de la Musique Norteña, comme Virlan Garcia, Ulices Chaidez ou Carín León.

## Instruments
Un groupe minimal de musique sierreña comporte trois instruments :
- Un accordéon.
- Une guitare ou une guitare douze cordes.
- Une basse électrique.

## Artistes et Groupes
- Carín León.
- El Tigrillo Palma[5],[note 2].
- Los Alameños de la Sierra[4].
- Los Alegres de la Sierra[5].
- Los Alteños de la Sierra.
- Los Bisnietos.
- Los Cedreños[5].
- Los Ciclones del Arroyo[5].
- Los Ciclones Del Arroyo de Julio Leyva Beltran[5].
- Los Cuates de Sinaloa[4].
- Los Dareyes de la Sierra[note 3].
- Los Diferentes de la Sierra[4].
- Los Dukes de Sonora[note 4].
- Los Indispensables de la Sierra[5].
- Los Llaneros de Guamuchil[5].
- Los Nuevos Llaneros de Guamuchil.
- Los Meros Meros de la Sierra[5].
- Los Nietos[4].
- Los Principales de la Sierra[5].
- Los Socios de la Sierra[5].
- Los Torrenciales De La Sierra[5].
- Los 3 de la Sierra[note 5].
- Manuel Guerrero[5].

### Ouvrages et articles
- Hermila Loya Chávez, José Antonio Ávila Quevedo et Juan Tenorio Urbina, « El consumo Musical en la Formación de Estudiantes de Licenciatura en Intervención Educativa », XIV Congreso Nacional de Investigación Educativa, San Luis Potosí, Consejo Mexicano de Investigación Educativa (COMIE),‎ 2017, p. 10[note 6].

### Ressources en ligne
- (es) Yael Hinojosa, « Diferencias y subgéneros del regional mexicano parte 3 », Yaelcito el pillo, 21 juin 2018.
- (es) Gerardo Murillo, « Los Alameños de la Sierra sonarán en la frontera », El Heraldo de Juárez, Ciudad Juárez, Sol de Chihuahua, S.A. DE C.V., 30 janvier 2020 : « Su estilo de música es sierreña, entre corridos, y canciones suenan sus temas muy al estilo de estos músicos son de los pocos grupos que aun conservamos la música sierreña del boom que se dio hace algunos años es los que salieron otras agrupaciones del mismo estilo, y que ya en la actualidad fueron desapareciendo o cambiaron de giro o de género musicales para mantenerse en el mercado musical (Leur style de musique est sierreña, ils interprètent beaucoup de leurs thèmes, corridos et chansons, ce style, ils sont l'un des rares groupes qui conserve la musique du boom de la sierreña qui s'est produit il y a quelques années, alors que d'autres groupes du même style en sont sortis, soit ils disparaissaient ou changent de direction musicale ou de genre afin de rester sur le marché de la musique). ».
- (es) « Música: Los Cuates de Sinaloa, con estilo ‘sierreño’ », sur Excelsior California, Excelsior California, Monrovia, MediaNews Group, Inc, 7 mai 2013 : « Grupos norteños sinaloenses hay muchos, pero pocos como “Los Cuates de Sinaloa” que han desarrollado su propio estilo musical, una fusión original al incorporar el acordeón y la guitarra como los principales instrumentos, en lo que se conoce como el movimiento musical ‘sierreño’. (Il existe de nombreux groupes de norteño originaires de Sinaloa, mais peu d'entre eux, comme "Los Cuates de Sinaloa", qui ont développé leur propre style musical, une fusion originale en incorporant l'accordéon et la guitare comme instruments principaux, dans ce que l'on appelle le mouvement musical "sierreño".). ».
- (es) Notimex, « Grupo Los Principales de la Sierra confía en consolidar su estilo sierreño », sur 20 Minutos, Ciudad de Mexico, 20 Minutos Editora, S.L, Henneo, 26 mai 2017 : « Nosotros queremos abrir puertas con nuestra propuesta, porque no sólo tocamos temas inéditos, sino también jugamos con algunos covers, que los trasladamos al sonido sierreño, no importa si son pop, bachata, corrido o norteño, lo importante es darle al público lo mejor de nosotros”, explicó Gustavo Soto (« Gustavo Soto explique : Nous voulons ouvrir les portes avec notre offre, car nous ne jouons pas seulement des chansons inédites, mais nous jouons également des reprises, que nous transposons en style Sierreño, peu importe si elles sont pop, bachata, corrido ou norteño, l'important est de donner le meilleur au public. »). ».
- (es) Juan Carlos Gamboa, « Virlán García asegura que el sierreño no es una moda : El cantautor piensa que el género de guitarras seguirá creciendo en el regional », sur Bandamax TV, Bandanews, Ciudad de México, Televisa S.A. de C.V. TELEVISA, 27 mai 2019 : « Así Como la banda o el norteño, el sierreño llegó para quedarse en la música regional mexicana, de acuerdo con Virlán García. El joven autor-compositor sinaloense afirmó que el llamado género de guitarras ya trascendió en la industria con el trabajo hecho por estrellas como Los Migueles o Ariel Camacho y continuará creciendo con la llamada nueva ola, con exponentes como Ulices Chaidez. (Comme la Banda ou le Norteño, le Sierreño est fait pour durer dans la musique régionale mexicaine, selon Virlán García. Le jeune auteur-compositeur originaire de Sinaloa affirme que la soi-disant « musique de guitare » a déjà son heure de gloire dans l'industrie avec le travail effectué par des vedettes telles que Los Migueles ou Ariel Camacho et continuera de prospérer avec la soi-disant nouvelle génération, et avec des représentants comme Ulices Chaidez.) ».
- (es) Samuel Ramirez, « Género Sierreño », sur Puro Sierreño, Forum  Puro Sierreño, 17 avril 2011.
- (en) Jesse Orth, « Tubas on the Rise: The Tuba as a Signifier of 21st Century MexicanAmerican Music Culture in Southern California » [PDF], Denton, Jesse Orth, university of north texas, août 2015.